# Phyllostachys glabrata
Phyllostachys glabrata är en gräsart som beskrevs av Shao Yun Chen och C.Y.Yao. Phyllostachys glabrata ingår i släktet Phyllostachys och familjen gräs. Inga underarter finns listade i Catalogue of Life.